# Anchiale maculata
Anchiale maculata är en insektsart som först beskrevs av Olivier 1792.  Anchiale maculata ingår i släktet Anchiale och familjen Phasmatidae. Inga underarter finns listade i Catalogue of Life.